# Grafschaft Hoya
Die Grafschaft Hoya war ein Territorium des Heiligen Römischen Reiches im Niederrheinisch-Westfälischen Reichskreis vorwiegend westlich der Mittelweser. Nach ihr wurden der frühere gleichnamige Landkreis und die heutige Samtgemeinde benannt.

## Geschichte
Die Herkunft der Grafen von Hoya ist nur sagenhaft überliefert. Kern der Sagen ist, dass ein Edelmann unbekannten Namens aus Friesland – vielleicht auch selbst friesischer Herkunft –  aus dem Raum zwischen Oldenburg und dem heutigen Wilhelmshaven vertrieben wurde und weiter südlich mit reicher Beute einen neuen Stammsitz – die Motte Radesbroke – zu errichten suchte, wobei er in Konflikt mit dem Bischof von Verden und dem Grafen von Wunstorf geriet. Letztlich konnte er sich auf einer Weserinsel in der Nähe eines schon existierenden Ortes Hoya mit seiner neu errichteten Burg Hoya festsetzen. Die erste Burg in Hoya wurde Ende des 12. Jahrhunderts errichtet.
Urkundlich ist als erster Graf von Hoya 1202 Heinrich, Sohn des Friesen, im Gefolge des Erzbischofs Hartwig II. von Bremen nachweisbar. Er führte 1215, 1219 und 1220 in seinen Siegeln die beiden Bärentatzen der Herren und seit 1181 Grafen von Stumpenhausen mit der Inschrift SIGILLVM HENRICI DE STVMPENHVS. Sein Vater stammte aber nicht von den ab 1091 bezeugten Edelherren und Grafen von Stumpenhusen ab, die ihren Stammsitz bei Wietzen besaßen. Vielmehr hatten die Brüder Grafen Stumpenhausen – Heinrich († 1205) und der Ultimus des ersten Hauses Stumpenhusen, Burchard († 1231) – im Jahr 1202 Güter, Siegel und Wappen, wohl auch den Namen und Grafentitel des Hauses, an Heinrich verkauft, der sich so zu einem Stumpenhausen und Grafen machte, den er dann auch für Hoya nutzte.

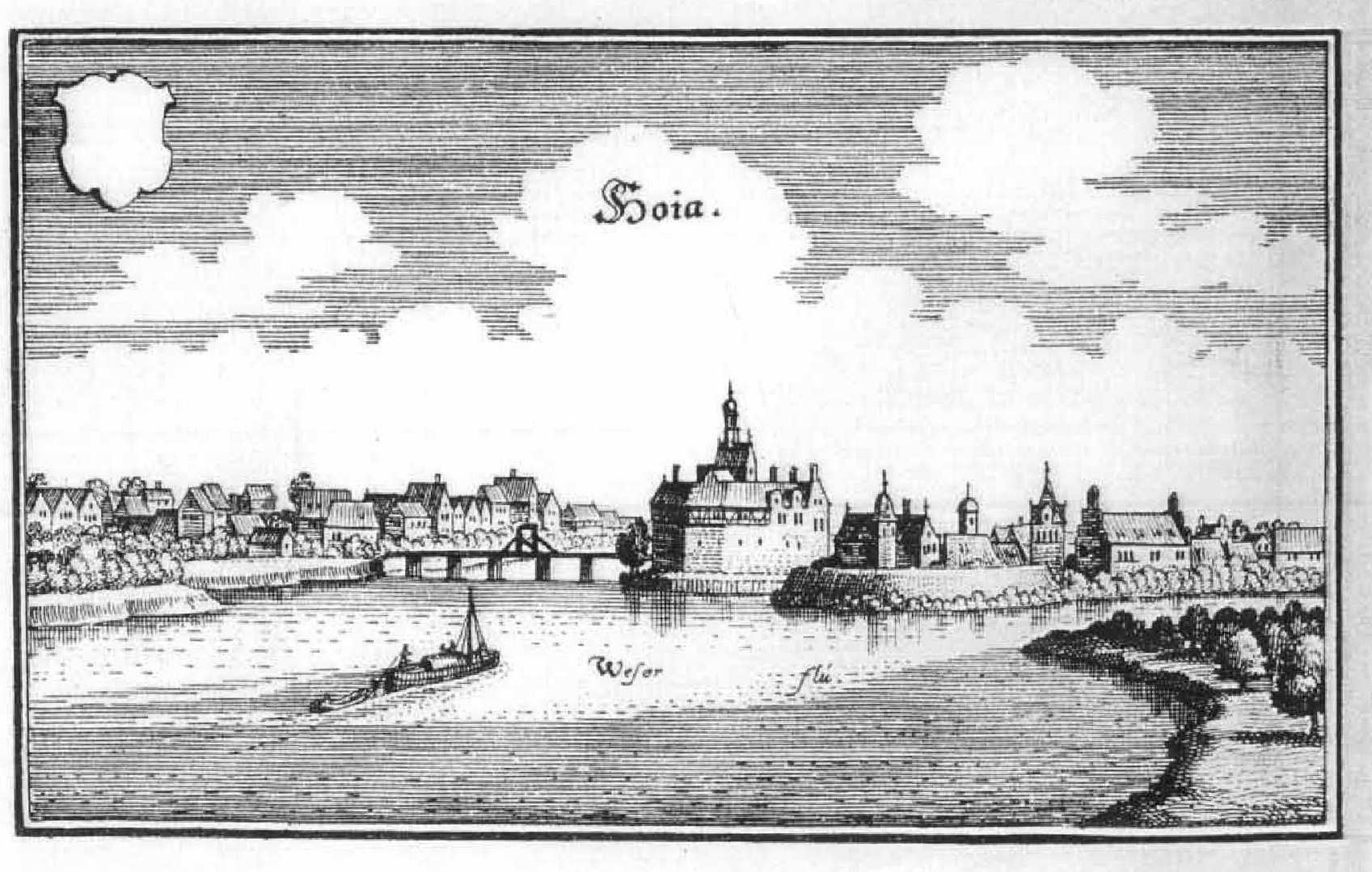
Schloss Hoya 1647

Um 1205 wurden die Herren von Hodenberg, Schutzvögte des Stifts Bücken, mit dem ersten Haus Stumpenhusen verwandt, durch Heinrich, den ersten Grafen von Hoya, verdrängt. 1215 erfolgte der Kauf der Freigrafschaft Nienburg. Das war Auslöser für jahrhundertelange Auseinandersetzungen mit dem Bistum Minden, das sein Territorium bedroht sah. Dennoch weiteten die Grafen von Hoya ihr Gebiet über Liebenau, Steyerberg, Stolzenau, Uchte und Diepenau weiter nach Süden aus. 1338 kauften sie die Grafschaft Altbruchhausen, worauf etwas später der Erwerb der Grafschaft Neubruchhausen folgte. Zeitweise gehörten zur Grafschaft Hoya auch Thedinghausen, Wildeshausen und sogar das Kloster Loccum. In seiner größten Ausdehnung reichte das Territorium der Grafschaft von Bremen im Norden bis zum Hochstift Minden im Süden, von den Grafschaften Oldenburg und Diepholz im Westen bis zur Weser im Osten. Es umfasste somit fast die gesamte Mittelweserregion und eine Fläche von 2250 km² – etwa so groß wie das heutige Saarland.

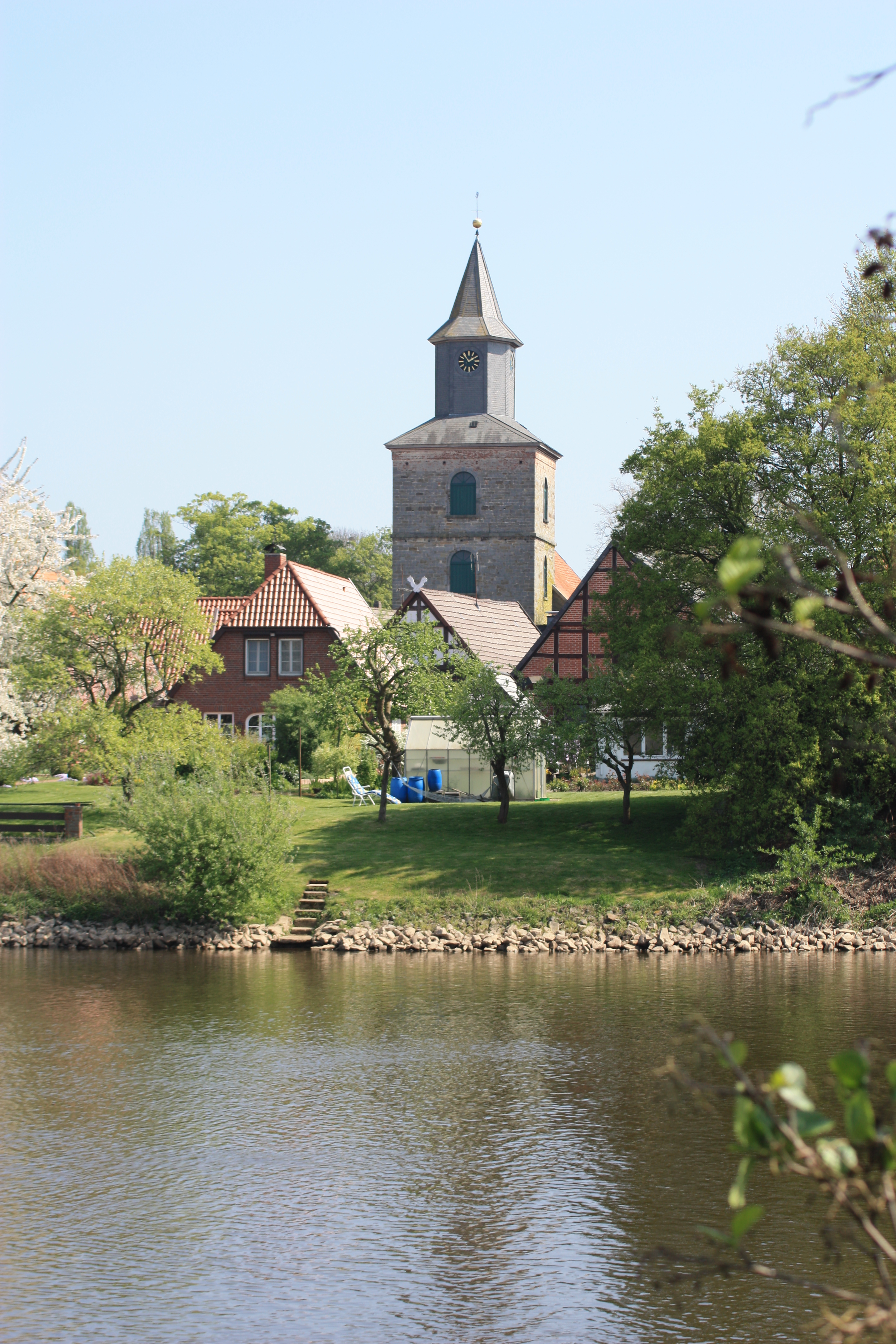
St. Martinus zu Hoya, Grablege der Grafen von Hoya

Im Jahre 1345 wurde die Grafschaft zwischen zwei Grafenbrüdern in die obere Grafschaft (Nienburger Linie) und die untere Grafschaft (Hoyaer Linie) geteilt. Zur Unterscheidung nannten sich die Herren der Obergrafschaft „Graf von Hoya“ und der Herr der Niedergrafschaft „Graf von Hoya und Bruchhausen“. Die Grafschaft wurde gemeinsam regiert, wichtige Entscheidungen wurden zusammen getroffen. 1497 starb die Hoyaer Linie aus und fiel an die Linie in Nienburg.
Die Hoyaer Fehde war eine Fehde von 1351 bis 1359 zwischen der Hansestadt Bremen und der Grafschaft Hoya. Das durch Pest einwohnergeschwächte Bremen ließ mehrere Jahre mehr Zuwanderungen aus dem Umland zu und frühere Leibeigene erwarben nach einem Jahr in Bremen ihre Bürgerfreiheit. 1356 beanspruchte der Graf von Hoya für einige seiner umgezogenen Eigenleute – nunmehr freien Bürger – die Auslieferung, die Bremen nicht gewährte. Es kam zur Fehde zwischen Bremen und Hoya, welches vom Herzog von Jülich unterstützt wurde. Bremen verlor 1358 bei einem Gefecht an der Aller und musste hohe Auslösesummen für seine Gefangenen zahlen.
Anfang des 16. Jahrhunderts begann der Niedergang der Grafschaft. Die Grafen von Hoya waren – hauptsächlich durch ihre militärischen Unternehmungen – hoch verschuldet. Des Weiteren wurden sie von ihren mächtigen Nachbarn, den Herzögen zu Braunschweig-Lüneburg, bedrängt. Im Jahr 1512 wurde die Grafschaft von den Welfenherzögen besetzt und die Grafenfamilie fand bei ihrer ostfriesischen Verwandtschaft Zuflucht. 1519 durften die Grafen zurückkehren und ihre Grafschaft wieder in Besitz nehmen. Dafür musste eine hohe Summe gezahlt und die Grafschaft von den benachbarten Herzögen zum Lehen genommen werden.
Schon 1523 bekannte sich Graf Jobst II. von Hoya zu den Lehren Luthers, der 1525 den Reformator Adrian Buxschott nach Nienburg schickte.
Am 25. Februar 1582 starb der letzte Graf von Hoya, Otto VIII., auf dem Schloss Hoya, dem Stammsitz der Familie. Die Grafschaft Hoya wurde unter den welfischen Linien aufgeteilt. Diese waren später auch als Kurfürsten und Könige von Hannover Landesherren der Grafschaft Hoya. 1866 fiel die Grafschaft mit Hannover an Preußen. Seit 1946 ist die Grafschaft Hoya niedersächsisch.
Von 1932 bis 1977 existierte der Landkreis Grafschaft Hoya mit Sitz in Syke. Die Samtgemeinde Hoya benannte sich 1979 in „Samtgemeinde Grafschaft Hoya“ um, somit ist eine Beziehung zu der ehemaligen Grafschaft hergestellt worden. Dieser Name wurde auch nach der Fusion mit der Samtgemeinde Eystrup 2011 beibehalten.

## Grafen von Hoya

### Regierungszeiten der Grafen von Hoya
- Alte Linie 1202–1345
  - 1202–1235 Heinrich I.
  - 1235–1290 Heinrich II.
  - 1290–1313 Gerhard II.
  - 1313–1324 Otto II.

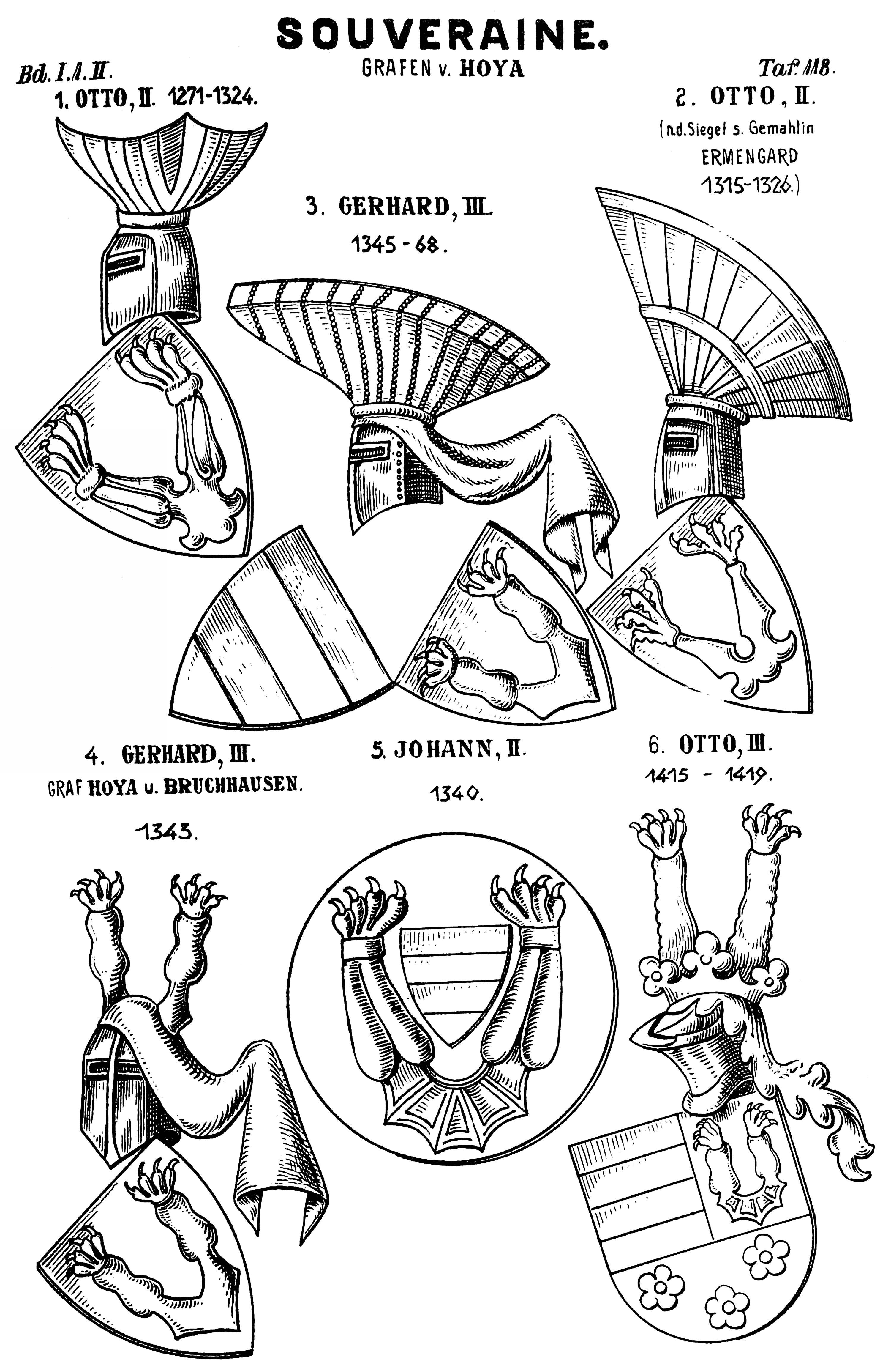
Wappen der Grafen von Hoya in Siebmachers Wappenbuch von 1909

  - 1324–1345 Gerhard III. und Johann II.

- Hoyaer Linie 1345–1497 (Niedergrafschaft)
  - 1345–1383 Gerhard III.
  - 1383–1428 Otto III.
  - 1428–1451 Otto V.
  - 1451–1497 Otto VII. und 1457–1503 Friedrich (gemeinschaftlich)

- Nienburger Linie 1345–1582 (1345–1497 Obergrafschaft)
  - 1345–1377 Johann II.
  - 1377–1426 Erich I.
  - 1426–1466 Johann V.
  - 1466–1507 Jobst I.
  - 1507–1545 Jobst II.
  - 1545–1563 Albrecht II.
    - 1547 ff. Johann VIII. (Teilgrafschaft Stolzenau)

  - 1563–1575 Erich V.
  - 1575–1582 Otto VIII.

### Auf Bischofsstühlen
- Bistum Verden

1. 1251–1269 Gerhard I.
2. 1407–1426 Heinrich II.

- Bistum Minden

1. 1253–1261 Wedekind I.
2. 1397–1398 Gerhard III.
3. 1436–1473 Albrecht von Hoya

- Erzbistum Bremen

1. 1442–1463 Gerhard III.

- Bistum Osnabrück

1. 1410–1424 Otto IV. von Hoya als Otto II.
2. 1437–1442 Erich II. von Hoya als Administrator Erich I.
3. 1450–1454 Albrecht von Hoya
4. 1553–1574 Johann VIII. von Hoya als Johann IV.

- Bistum Münster

1. 1392–1424 Otto IV. von Hoya (dynastische Zählung) als Otto IV. (Bischofszählung)
2. 1450–1457 Erich II. von Hoya als Gegenbischof Erich I.
3. 1566–1575 Johann VIII. von Hoya als Johann III.

- Bistum Paderborn

1. 1394–1399 Johann I., auch als Johann III. Bischof von Hildesheim
2. 1568–1574 Johann VIII. von Hoya als Administrator Johann II.

- Bistum Hildesheim

1. 1398–1424 Johann III., auch als Johann I. Bischof von Paderborn

### Weitere Persönlichkeiten aus dem Grafenhaus
1. Hadewig von Hoya, 1363–1365 Äbtissin in Bassum
2. Katharina von Hoya, Äbtissin in Wienhausen 1412–1474
3. Mechthild von Hoya, 1452–1467 Äbtissin in Wunstorf
4. Margarethe von Hoya, 1541–1549 Äbtissin in Bassum
5. Anna von Hoya, 1549–1584 Äbtissin in Bassum
6. Johann VII. von Hoya, seit 1530 Statthalter von Wyborg. Verheiratet mit Margareta Wasa, der Schwester von Gustav Wasa.

## Grafschaft Hoya

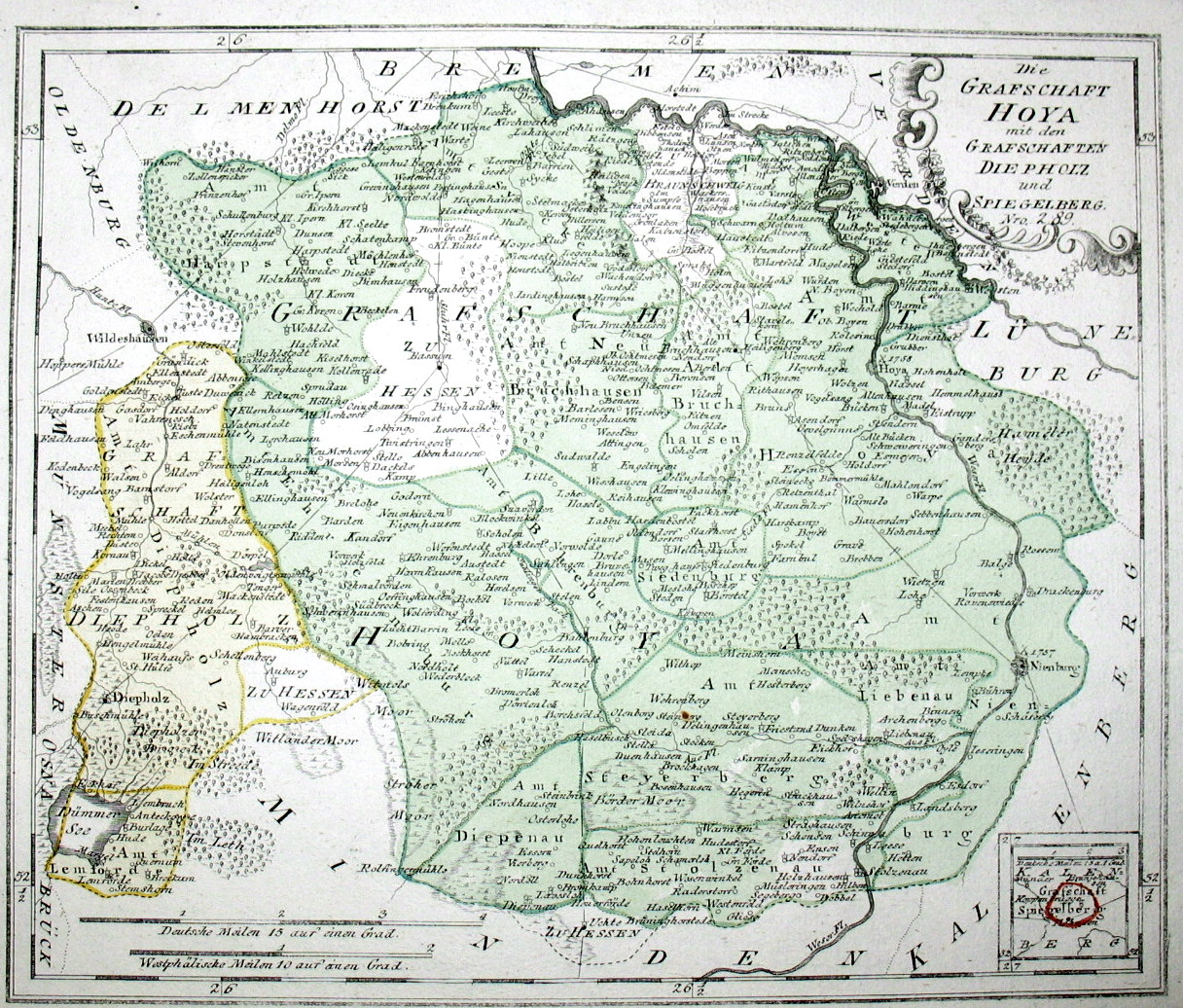
Grafschaft Hoya in einem Kupferstich von 1794

Zur Grafschaft Hoya gehörten im Wesentlichen folgende Schlösser, Burgen und Klöster. Die Schlösser und Burgen dienten gleichzeitig als Verwaltungssitz eines Amtes.

### Schlösser und Burgen
- Burg Altbruchhausen
- Barenburg
- Burg Diepenau
- Drakenburg (kein Amt)
- Ehrenburg
- Freudenberg
- Harpstedt
- Hoya
- Burg Liebenau
- Burg Neubruchhausen (kein Amt)
- Schloss Nienburg mit Stockturm
- Siedenburg
- Burg Steyerberg
- Burg Stolzenau
- Burg Syke
- Thedinghausen
- Burg Uchte

### Klöster
- Stift Bücken
- Stift Bassum
- Kloster Schinna
- Kloster Nendorf
- Kloster Heiligenberg
- Kloster Heiligenrode

## Münzen
Historische Zeugnisse ihres Wirkens sind die Münzen, die uns die Grafen von Hoya hinterlassen haben. Ihr Land war zu klein, um eine eigene Währung einzuführen. Sie haben darum Münzen benachbarter Münzstände nachgeahmt.
Zuerst ließen die Grafen ab etwa 1230 Hohlpfennige prägen, die denen der Stadt Hamburg und der Markgrafschaft Brandenburg ähnlich sind. Nur das im Münzbild hinzugesetzte eigene Wappen der Bärentatzen unterscheidet sie von ihren Vorbildern. Nach einer längeren Unterbrechung folgten ab dem Anfang der 1370er Jahre die Sware, die in den gleichzeitigen Münzen der Bischöfe von Münster ihr Vorbild haben. Später wurden die Sware der Stadt Bremen nachgemacht. Am Ende der Prägetätigkeit der Grafen von Hoya standen die Nachahmungen von Münzen, die ein Wendischer Münzverein prägte. Es ist das der Hohlpfennig, Blaffert und der Witte, die als fremdes Geld in der Grafschaft umgelaufen sind.

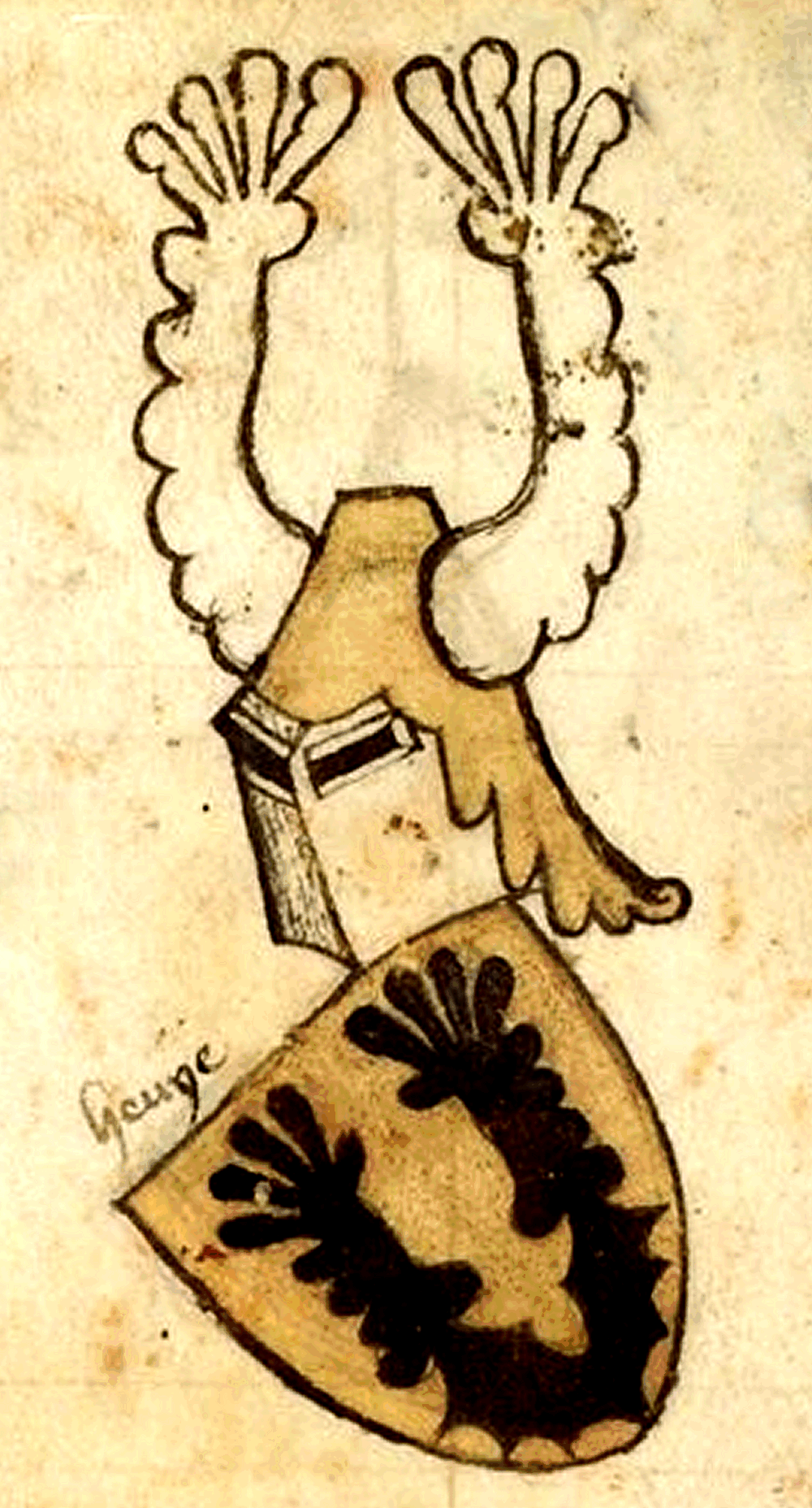
Wappen derer von Hoya im Armorial Gelre (1364–1390)

## Wappen
Das Wappen der Grafen von Hoya zeigt in Gold zwei aufgerichtete, nach außen gewendete, schwarze Bärentatzen mit langen Krallen. Die Edelherren, und seit 1181 Grafen, von Stumpenhusen führten diese  Bärentatzen bis 1202 auf ihrem Schild. Nachdem die Grafschaft an die Welfen fiel, führten sie die Bärentatzen als Helmzier auch auf ihrem Wappen. So bei Herzog Georg Wilhelm (1648–1705), was man in der Residenzstadt Celle noch an einigen Stellen sehen kann.
Heute sind die Bärentatzen in den Wappen vieler Kommunen im Gebiet der ehemaligen Grafschaft Hoya zu finden, oft auch nur eine Bärentatze. Das sind u. a. die Landkreise Nienburg (Weser) und Diepholz, die Städte Nienburg/Weser, Hoya, Syke, Bassum und Sulingen, die Samtgemeinden Siedenburg, Bruchhausen-Vilsen, Eystrup, Kirchdorf, Uchte, Heemsen, Marklohe sowie in den Gemeinden Maasen, Mellinghausen, Staffhorst, Steyerberg, Stolzenau, Bücken und Wietzen. Des Weiteren nutzen viele Organisationen und Vereine die Bärentatzen als Logo.

Siegel Heinrich von Stumpenhusen (1205)
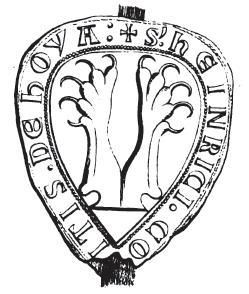
Siegel Heinrich II. von Hoya (1238)
Siegel Otto II. von Hoya (1320)
Siegel Otto III. von Hoya (1384)
Siegel Johann von Hoya, Bischof von Hildesheim (1408)
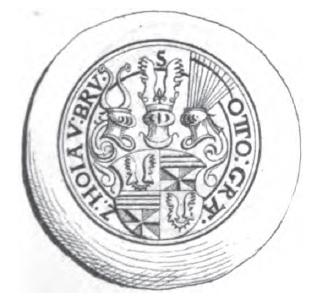
Siegel Otto VIII. von Hoya (1581)

Wappen Gemeinde Bücken
Wappen Samtgemeinde Grafschaft Hoya
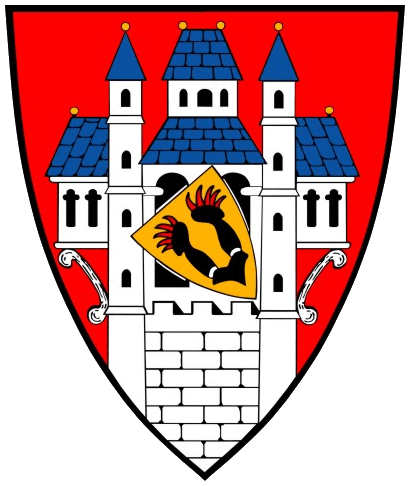
Wappen Stadt Hoya
Wappen Landkreis Nienburg
Wappen Stadt Nienburg
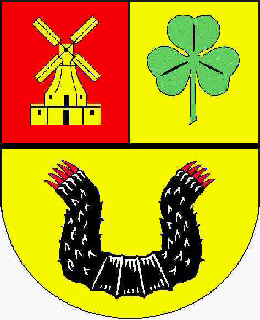
Wappen Gemeinde Maasen
Wappen Stadt Syke

Bekannt sind die „Nienburger Bärentatzen“, ein Biskuitgebäck oder Feine Backware, das die örtliche Familie Facompré kreierte. In vielen Bäckereien der Umgebung sind sie erhältlich.
Zudem existiert die „Nienburger Bärenspur“: 500 Bärentatzen auf dem Pflaster der Altstadt zeigen Touristen den Weg zu den Sehenswürdigkeiten, vergleichbar dem Roten Faden in der Landeshauptstadt.